# 조태수
조태수(趙兌洙, 1983년 5월 29일 ~ )은 KBO 리그 전 KIA 타이거즈의 투수이자 현재 우신고등학교 감독으로 재직중이다

## 출신 학교
- 화곡초등학교
- 충암중학교
- 충암고등학교 (입학)
- 배명고등학교 (졸업)